# Pfarrkirche Wiesmath

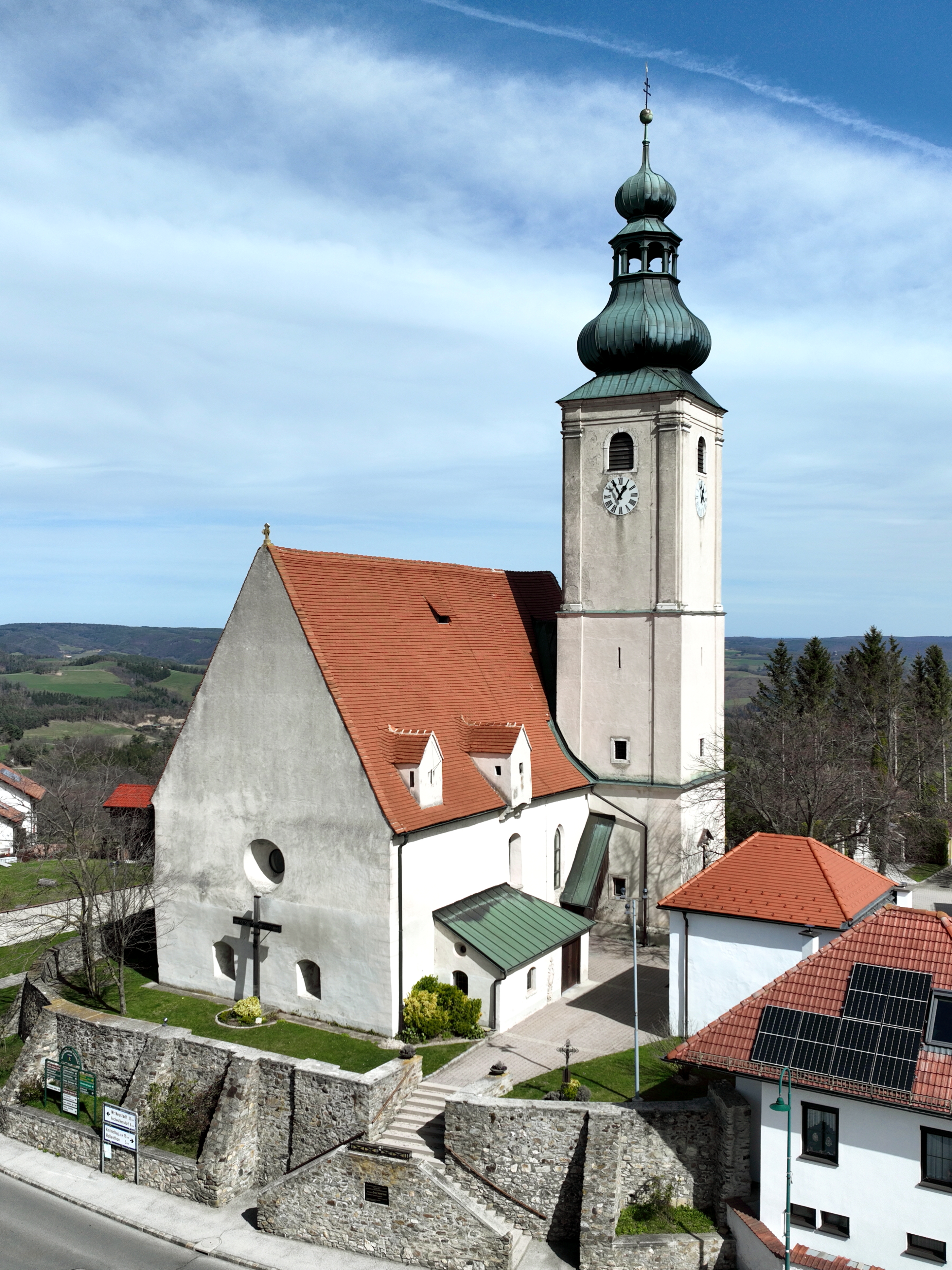
Pfarrkirche Hll. Peter und Paul in Wiesmath

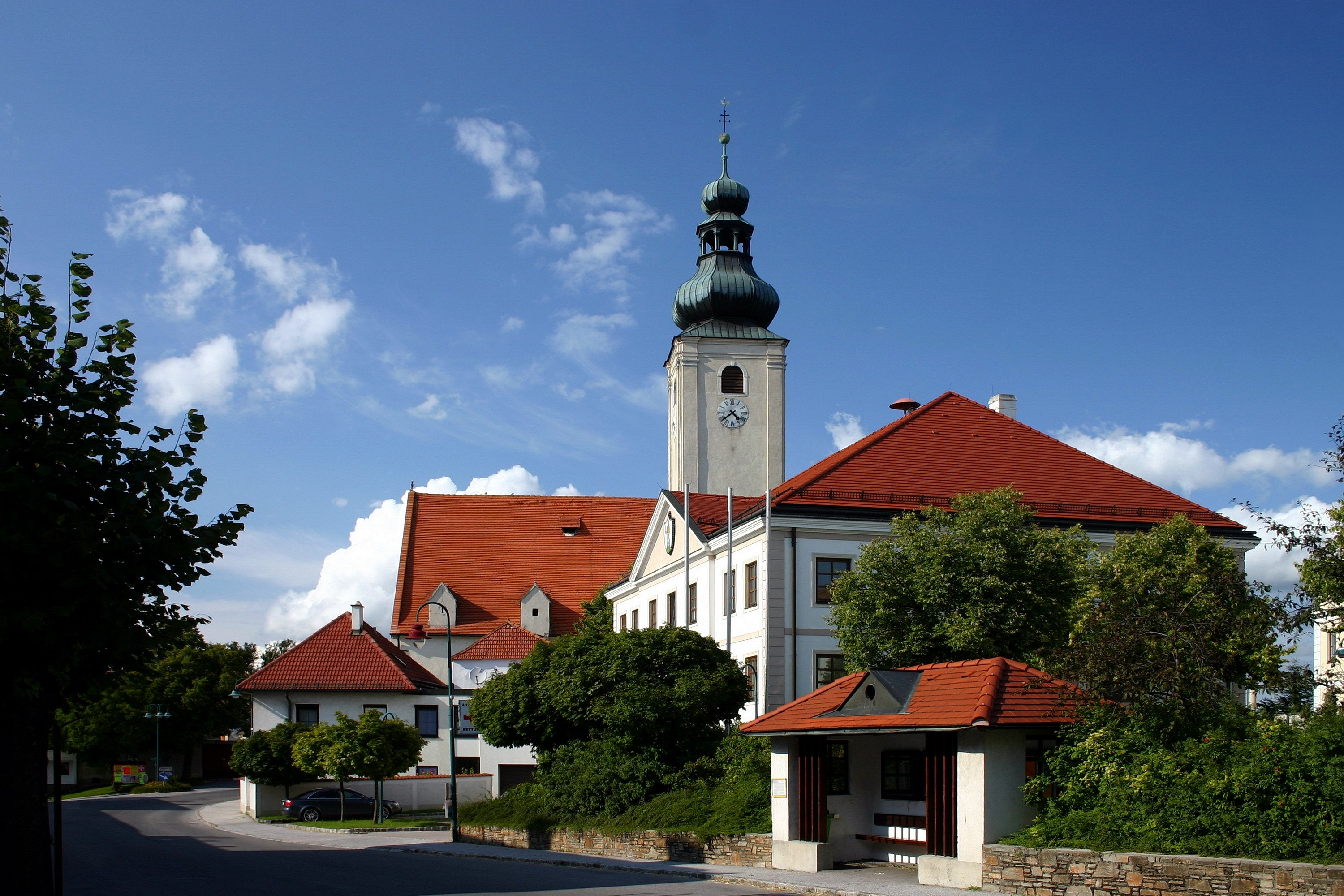
Kirche, davor das Gemeindeamtsgebäude

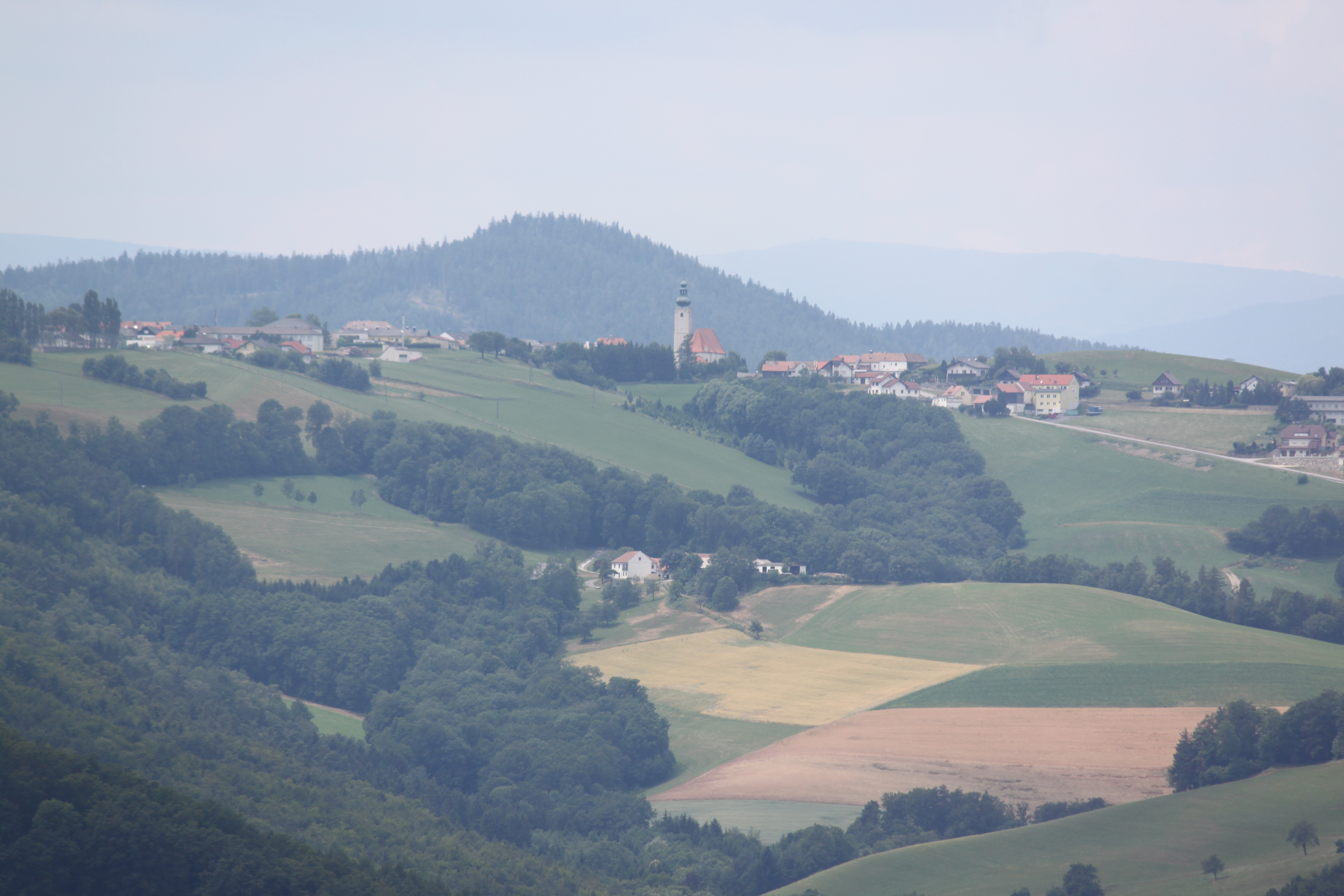
Fernansicht der Pfarrkirche

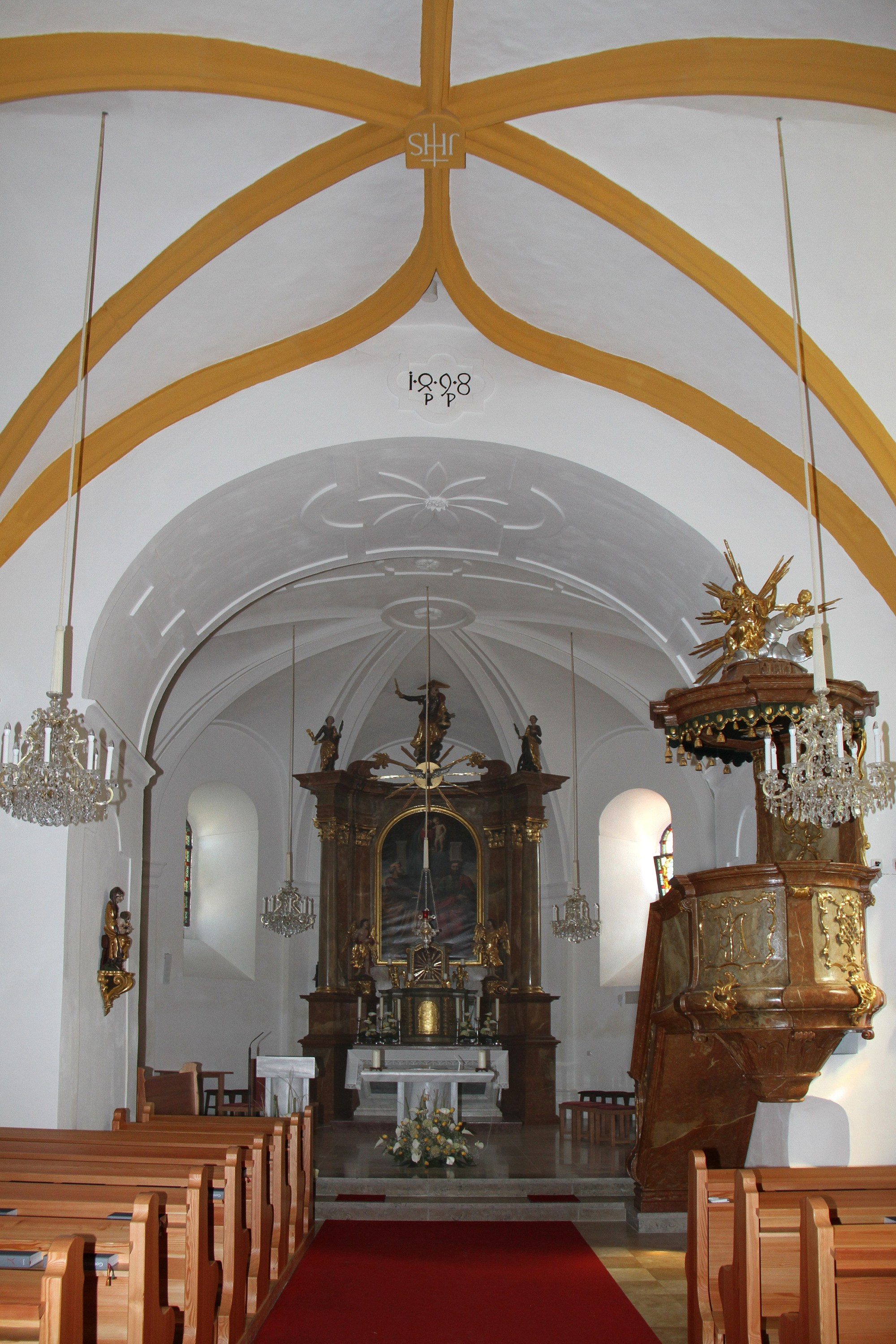
Im Langhaus zum Chor mit dem Hochaltar

Die Pfarrkirche Wiesmath steht erhöht am Nordrand des Hauptplatzes in der Gemeinde Wiesmath im Bezirk Wiener Neustadt-Land in Niederösterreich. Die auf die Heiligen Peter und Paul geweihte römisch-katholische Pfarrkirche gehört zum Dekanat Kirchschlag im Vikariat Unter dem Wienerwald der Erzdiözese Wien. Die ehemalige Wehrkirche steht unter Denkmalschutz (Listeneintrag).

## Geschichte
Die Kirche wurde im Kern aus dem 12./13. Jahrhundert angenommen. Urkundlich wurde 1350 eine Pfarre genannt. 1498 wurde die Kirche neu geweiht. Das Wehrobergeschoß wurde im 16./17. Jahrhundert eingebaut. 1703/1704 wurde der Kirchturm erneuert. 1834 wurde der Friedhof aufgelassen und nach Annaberg verlegt.
1850/1851 war eine Renovierung, 1972/1973 und 1986 war eine Restaurierung, 1986 wurde östlich eine Sakristei angebaut, 1994 war eine Innenrestaurierung.

## Architektur
Die Kirche steht erhöht das Ortsbild prägende am Hauptplatz und ist an drei Seiten von der Kirchhofmauer umgeben, im Süden der Kirche steht der ehemalige Karner.
Das Langhaus zeigt sich mit einem ungegliederten Fassade mit kleinen Rundbogen- und Rundfenstern, im Süden als Maßwerkfenster. Das Hauptportal hat einen vorgebauten Windfang. Die Westfront zeigt sich mit einem steilen Giebel. Das Wehrobergeschoß zeigt sich mit Wehrerkern mit Schießfenstern. An der südlichen Langhauswand stehen barocke medaillonförmige Grabsteine mit Kreuzaufsatz aus der zweiten Hälfte des 17. Jahrhunderts mit den Nennungen Elias Barstorfer, Georg Fhiewirth, 1677. Der leicht eingezogene Chor im Kern wohl spätmittelalterlich ohne Strebepfeiler zeigt hohe Segmentbogenfenster. Östlich schließt eine 1986 erbaute Sakristei an. Der mächtige spätgotische Südturm aus dem Ende des 15. Jahrhunderts zeigt in drei Geschoßzonen Eckpilaster und kleine Schießfenster. Das oberste Geschoß ist barock mit einer eingeschnürten Haube mit einem Laternenaufsatz aus 1704.
Das Kircheninnere zeigt ein dreijochiges Langhaus mit einem spätgotischen Netzrippengewölbe aus 1498, wohl mit dem Baumeister Sebald Werpacher erbaut, die Rippen laufen auf polygonale Wandpfeiler, die Wappenschlusssteine mit Marien- und Christusmonogramm entstanden wohl später. Die zweiachsige Orgelempore auf Spitzbogenarkaden ist sternrippenunterwölbt mit leeren Wappenschilden.

## Ausstattung
Der Hochaltar aus der ersten Hälfte des 18. Jahrhunderts hat ein barockes Säulenretabel mit ausschwingenden Seitenteilen. Der Tabernakel trägt die Gnadenfigur Prager Jesukind aus der zweiten Hälfte des 18. Jahrhunderts mit flankierenden Engeln. Das Hochaltarbild Sacra Conservatione mit Peter und Paul malte Bonaventura Emler (1851). Der Aufsatz trägt die Statuen Katharina und Barbara.
Die Orgel baute Orgelbau M. Walcker-Mayer (1973).